# Johann Jacob Siebenfreund
Johann Jacob Siebenfreund  (* 28. Oktober 1652 in Sülzfeld, Grafschaft Henneberg; † 14. April 1720 in Heinersreuth) war ein deutscher Verwalter der Reichsritterschaft Wildenstein, später Vogt, Richter und Verwalter in Heinersreuth.

## Biografie
Siebenfreund entstammte einer bürgerlichen Familie aus Schkeuditz. Hier wurde der Alchemist Sebastian Siebenfreund, Sohn des Tuchmachermeisters Abraham, zum ersten Mal erwähnt. Siebenfreund war der erste Sohn von Jacob Wolfgang Siebenfreund (1611–1673) und dessen Frau Maria Kirchner. Sein Großvater, Wolfgang Siebenfreund, war Amtskeller und Zentrichter zu Meiningen und verurteilte während der Hexenprozesse Dutzende Frauen und Männer wegen Hexerei zum Tode. Seine Großmutter Elisabeth Musaeus (1586–1661) war die Tochter des Reformators Simon Musaeus. Sein Bruder Salomon war Vogt zu Bettenhausen.
Siebenfreund wurde erstmals 1691 urkundlich erwähnt. Er stand im Dienst des Bamberger Fürstbischofs Lothar Franz von Schönborn und übernahm die Verwaltung der Reichsritterschaft Wildenstein. Später bekleidete er die Ämter des Verwalters, Vogts und Richters in Heinersreuth. Seine Amtsführung wird als hart, unerbittlich und gnadenlos beschrieben.
Siebenfreund wurde 1720 in Enchenreuth bestattet. Um seine Person rankt sich die Sage, dass er als ruheloser Geist durch die Wälder streife, erkennbar an einem grünen Jägerhut mit langer Fasanenfeder und einem „Spinnennetzgesicht“.
Der Siebenfreund-Weg wurde 2008 eingeweihte. Er ist ein 20,5 Kilometer langer Rundwanderweg, der von Presseck vom Bärenplatz über Rodachsrangen, Rauschenhammermühle, Plusbaum, Obere Wustuben, Elbersreuth und Rabengrund zurück nach Presseck führt. 